# Свети Йоан Предтеча (Кавала)
„Свети Йоан Предтеча“ (на гръцки: Ιερός Μητροπολιτικός Ναός Αγίου Ιωάννου Προδρόμου) е възрожденска православна църква в град Кавала, Егейска Македония, Гърция, митрополитски храм на Филипийската, Неаполска и Тасоска епархия на Вселенската патриаршия.
В 1864 година гръцката православна община в Кавала получава разрешение да построи махала извън крепостните стени и първата ѝ задача е да построи църквата „Свети Йоан Предтеча“ в район, който дотогава е крайградски за жителите на града. Храмът е построен в 1866 година при владичеството на Дионисий Ксантийски и Перитеорийски според вградената в стената на нартекса плоча. На двата изхода на трема – главния на север на сегашната улица „Филипи“ и на юг на сегашната улица „Венизелос“ пише 1867 – годината на изграждане на трема.
В архитектурно отношение храмът е петкорабна базилика с купол и оберлихт на арката на средния кораб. Интериорът е неокласически с коринтски капители, малки колони, проста украса на иконостаса. Иконите са от 1867 година. Част от иконите са дело на Серги Георгиев.